# Даниил Борисович
Даниил Борисович (до 1370 — после 1418) — суздальско-нижегородский княжич, старший сын Бориса Константиновича, старший брат Ивана Тугого Лука.

## Биография
Неизвестно, где и когда родился Даниил Борисович, но так как его младший брат Иван Борисович Тугой Лук родился в 1370 году, можно утверждать, что не позже этого года.
Так же с большой долей уверенности можно утверждать что после 1392 года, когда Нижегородское княжество вместе с уделами перешло во владение к великому князю Василию московскому, Даниил вместе со всеми родственниками был сослан под стражу. Но через некоторое время он смог сбежать вместе с братом Иваном в Орду, жил у казанских татар, затем в Болгарии, после чего сумел убедить казанцев оказать себе военную помощь в его попытках вернуть свою законную отчину — Нижний Новгород. На тот момент он остался старшим в роде среди живых тогда потомков Константина Васильевича Суздальского.

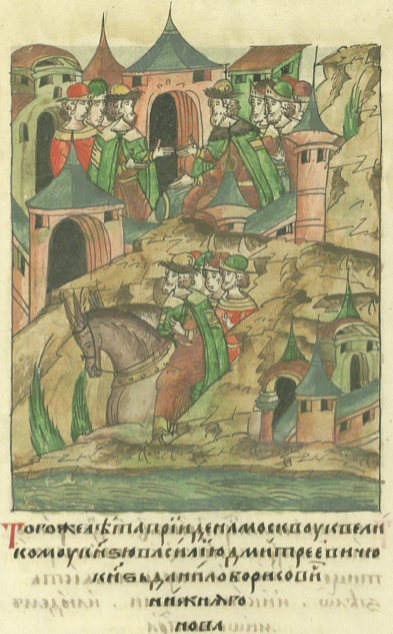
Даниил Нижегородский приезжает к Василию I

В 1410 году, в июле, Даниил послал на Владимир своего союзника — татарского царевича Талыча и своего боярина Семёна Карамышева, которые разрушили его, не пощадив даже соборы и храмы.. В 1411 году, убедив оказать себе помощь татарских и мордовских князей и собрав большую рать, Даниил и Иван Борисовичи вошли в Нижегородскую землю и встретились с высланной против них московской ратью (в которой были так же и Кирдяпичи) под селом Лысковым. Сражение на Оленьей горе, случившеся 15 января 1412 года, было очень тяжелым: кроме огромных потерь с обеих сторон, в нём погибли многие бояре, а также сын Василия Кирдяпы Даниил, воевавший на стороне московского князя. В жестокой схватке Борисовичи сумели победить, но неизвестно, взяли ли они Нижний Новгород.
В скором времени князья опять пришли в Орду за помощью. Хан Зелени-Салтан, враждебный Москве, дал им ярлык, но армией помочь не успел — в том же году он был убит своим братом Керимберды, настроенным дружелюбно к Москве, который вернул ярлык на Нижний Новгород Василию Дмитриевичу.
В 1414 году Борисовичи вновь вторглись в пределы Нижегородского княжества, но, потерпев поражение от московской рати, возглавляемой Юрием Галицким, были вынуждены опять отступить обратно за Суру.
Понимая, что победы не достичь, Даниил и Иван примирились с Василием и признали его власть в 1416 году. Но отношения с князем не заладились: братья опять бежали в 1418 году.

## Семья
О семье Даниила Борисовича известно немного. У него была жена по имени Марья. Из какого рода она происходила, впрочем, неизвестно. От брака с ней Даниил имел сына Александра Взметня (ок. 1400 — ок. 1419 гг.), умершего бездетным. Из надписи на ковчеге 1414 года из собрания Музеев Московского Кремля известно также о существовании у князя Даниила и княгини Марии сына Ивана.